# Altenteilerhaus Beekenende 6
Das Altenteilerhaus Beekenende 6 mit der Kornbrennerei in der niedersächsischen Gemeinde Mittelstenahe, Samtgemeinde Börde Lamstedt, im Landkreis Cuxhaven stammt aus der zweiten Hälfte des 19. Jahrhunderts.
Aktuell (2024) wird es als Wohnhaus genutzt.
Das Gebäude steht unter Denkmalschutz (siehe auch Liste der Baudenkmale in Mittelstenahe).

## Geschichte und Beschreibung
Mittelstenahe wurde 1500 erstmals urkundlich erwähnt. Auf der Hofanlage Beekenende 6 wurde für die Altbauernfamilie ein Altenteilerhaus gebaut.
Das eingeschossige giebelständige verklinkerte Gebäude von um 1880 in Backstein mit ziegelgedecktem Krüppelwalmdach hatte eine Wohnung und einen kleinen Wirtschaftsteil für den Altbauern. Die weiteren jüngeren Gebäude des Hofs stehen nicht unter Denkmalschutz.
Die in Norddeutschland als Altenteiler(-haus) bezeichneten Gebäude werden in anderen Gegenden als Auszugshaus bezeichnet und waren auf einer zumeist begüterten Hofstätte das Wohnhaus für die Altbauern.
Das Landesdenkmalamt befand u. a.: „… ortsgeschichtlicher, gebäudetypischer, straßen- und hofbildprägender Zeugniswert …“